# John Stephens (giocatore di football americano)
John Milton Stephens (Shreveport, 23 febbraio 1966 – Keithville, 1º settembre 2009) è stato un giocatore di football americano statunitense che ha giocato nel ruolo di running back nella National Football League (NFL). Fu scelto nel corso del primo giro (17º assoluto) del Draft NFL 1988 dai New England Patriots. Al college ha giocato a football alla Northwestern State University

## Carriera
Stephens fu scelto dai New England Patriots come diciassettesimo assoluto nel Draft 1988. Nella sua prima stagione guidò la squadra con 1.168 yard corse, venendo premiato come rookie offensivo dell'anno e convocato per il suo unico Pro Bowl in carriera. Nella successiva stabilì un primato in carriera segnando 7 touchdown su corsa. Le sue prestazioni calarono nelle tre stagioni successive, quando segnò 2 touchdown ognuna, portando New England a scegliere un altro giovane running back, Leonard Russell, nel draft 1991 che ne prese il posto. Dopo avere lasciato i Patriots alla fine del 1992, passò l'ultima stagione in carriera tra Green Bay Packers, Atlanta Falcons e Kansas City Chiefs. Era il Papà di Sloane Stephens, nata nel 1993, vincitrice degli US Open del 2017. È morto in un incidente di macchina il 1 settembre del 2009

## Palmarès
- Convocazioni al Pro Bowl: 1

1988
- Rookie offensivo dell'anno - 1988
- PFWA All-Rookie Team - 1988

## Statistiche
| Yard su corsa      | 3.440 |
| Touchdown su corsa | 18    |

## Vita privata
Stephens, morto nel 2009 in un incidente stradale, era il padre della tennista professionista Sloane Stephens, nata nel 1993.